# Oulema magistrettiorum
Oulema magistrettiorum es una especie de insecto coleóptero de la familia Chrysomelidae.
Fue descrita científicamente en 1964 por Ruffo.